# Camillo Caironi
Camillo Caironi (Milano, 21 febbraio 1900 – Milano, 7 febbraio 1962) è stato un arbitro di calcio italiano.

## Carriera
Prese la tessera di arbitro nel 1924.
Il 26 dicembre 1926 dirige la sua prima partita nel massimo campionato di Divisione Nazionale a Genova nella gara Sampierdarenese-Padova (3-0). Nelle tre stagioni in Divisione Nazionale, dal 1926 al 1929, dirige trentadue partite.
Dopo la riforma dei campionati Camillo Caironi dirige la sua prima partita di Serie A a Torino il 6 ottobre 1929 Juventus-Napoli (3-2).
In tutto sono 145 le direzioni nella massima serie e numerose anche in Serie B. In Serie A ha diretto ben centotredici partite in otto stagioni, dal 1929 al 1937, l'ultima delle quali la diresse a Genova il 16 maggio 1937: Genova 1893-Triestina (4-3).